# Lauren Murphy
Lauren Murphy (Anchorage, Alaska; 27 de julio de 1983) es una artista marcial mixta estadounidense que actualmente compite en la división de peso mosca femenino de Ultimate Fighting Championship. Murphy llegó a ser Campeona de Peso Gallo de Invicta FC. Actualmente, Murphy se encuentra como la peso mosca femenino #3 en los rankings oficiales de UFC y se encuentra en la posición #13 en el ranking oficial de las mejores peleadoras libra por libra de UFC.

## Primeros años
Murphy comentó sobre sus inicios en el deporte lo siguiente: «A finales de 2009 llevé a mi hijo a una clase de jiu-jitsu y me quedé en la clase para animarlo. Me encantó y empecé a ir todo el tiempo. Comencé a entrenar artes marciales mixtas tres meses después y tuve mi primera pelea profesional luego de tres meses. No tuve ninguna pelea amateur».

## Carrera en las artes marciales mixtas
Murphy empezó su carrera profesional el 9 de junio de 2010, peleando en la división de peso pluma (145 lbs). Ganó cuatro combates consecutivos y consiguió dos campeonatos; uno en Alaska Fighting Championship y el otro en Alaska Cage Fighting.
Después de mudarse a Florida, Murphy enfrentó a Jennifer Scott en un combate de peso gallo en Legacy Fighting Championship 18 el 1 de marzo de 2013. Derrotó a Scott por nocaut técnico en la primera ronda.

### Invicta Fighting Championships
Murphy hizo su debut en Invicta FC el 5 de abril de 2013 contra Kaitlin Young en Invicta FC 5: Penne vs. Waterson. Derrotó a Young por decisión unánime.
El 13 de julio de 2013 enfrentó a Sarah D'Alelio en Invicta FC 6: Coenen vs. Cyborg. Ganó la pelea vía decisión unánime.
Murphy combatió con Miriam Nakamoto por el Campeonato inaugural de Peso Gallo de Invicta FC en Invicta FC 7: Honchak vs. Smith el 7 de diciembre de 2013. Ganó el combate y se convirtió en la primera campeona de peso gallo, cuando Nakamoto sufrió una lesión de rodilla en la cuarta ronda.

### Ultimate Fighting Championship
El 3 de julio de 2014, se anunció que Murphy había firmado con el UFC. Hizo su debut contra Sara McMann en UFC Fight Night 47 el 16 de agosto de 2014. McMann ganó la pelea por decisión dividida.
Murphy se enfrentó a Liz Carmouche el 4 de abril de 2015 en UFC Fight Night 63. Perdió la pelea por decisión unánime.
Murphy se enfrentó a Kelly Faszholz el 21 de febrero de 2016 en UFC Fight Night: Cowboy vs. Cowboy. Ganó la pelea por TKO en los últimos segundos de la tercera ronda. Tras la victoria, recibió  su primer premio extra a la Pelea de la Noche.
Murphy se enfrenta a Katlyn Chookagian el 13 de julio de 2016 en UFC Fight Night: McDonald vs. Lineker. Perdió la pelea por decisión unánime.

#### The Ultimate Fighter
En agosto de 2017, se anunció que Murphy sería una de las luchadoras presentadas en The Ultimate Fighter 26, donde se llevó a cabo el proceso para coronar a la campeona inaugural femenina de las 125 libras de UFC.
Murphy se enfrentó a Valentina Shevchenko por el Campeonato Femenino de Peso Mosca de la UFC el 25 de septiembre de 2021 en UFC 266. Perdió el combate por nocaut técnico en el cuarto asalto.

## Campeonatos y logros
- Ultimate Fighting Championship
  - Pelea de la Noche (una vez)

- Invicta Fighting Championships
  - Campeonato de Peso Gallo (una vez)

- Alaska Cage Fighting
  - Campeonato de Peso Pluma (una vez)

- Alaska Fighting Championship
  - Campeonato de Peso Pluma (una vez)

## Récord en artes marciales mixtas
| Resultado | Récord | Oponente             | Método                                 | Evento                                            | Fecha                    | Ronda | Tiempo | Localización                | Notas                                                |
| --------- | ------ | -------------------- | -------------------------------------- | ------------------------------------------------- | ------------------------ | ----- | ------ | --------------------------- | ---------------------------------------------------- |
| Derrota   | 16–6   | Jéssica Andrade      | Decisión (unánime)                     | UFC 283                                           | 21 de enero de 2023      | 3     | 5:00   | Río de Janeiro, Brasil      |                                                      |
| Victoria  | 16–5   | Miesha Tate          | Decisión (unánime)                     | UFC on ABC: Ortega vs. Rodríguez                  | 16 de julio de 2022      | 3     | 5:00   | Long Island, Nueva York     |                                                      |
| Derrota   | 15–5   | Valentina Shevchenko | TKO (codazos y puñetazos)              | UFC 266                                           | 25 de septiembre de 2021 | 4     | 4:00   | Las Vegas, Nevada           | Por el Campeonato de Peso Mosca de Mujeres de UFC.   |
| Victoria  | 15–4   | Joanne Wood          | Decisión (dividida)                    | UFC 263                                           | 12 de junio de 2021      | 3     | 5:00   | Glendale, Arizona           |                                                      |
| Victoria  | 14–4   | Liliya Shakirova     | Sumisión (estrangulamiento por detrás) | UFC 254                                           | 24 de octubre de 2020    | 2     | 3:31   | Abu Dhabi                   |                                                      |
| Victoria  | 13–4   | Roxanne Modafferi    | Decisión (unánime)                     | UFC on ESPN: Blaydes vs. Volkov                   | 20 de junio de 2020      | 3     | 5:00   | Las Vegas, Nevada           |                                                      |
| Victoria  | 12–4   | Andrea Lee           | Decisión (dividida)                    | UFC 247                                           | 8 de febrero de 2020     | 3     | 5:00   | Houston, Texas              |                                                      |
| Victoria  | 11–4   | Mara Romero Borella  | TKO (rodillazo y codazos)              | UFC on ESPN: Covington vs. Lawler                 | 3 de agosto de 2019      | 3     | 1:46   | Newark, Nueva Jersey        |                                                      |
| Derrota   | 10–4   | Sijara Eubanks       | Decisión (unánime)                     | UFC Fight Night: Rivera vs. Moraes                | 1 de junio de 2018       | 3     | 5:00   | Utica, Nueva York           |                                                      |
| Victoria  | 10–3   | Barb Honchak         | Decisión (unánime)                     | The Ultimate Fighter: A New World Champion Finale | 1 de diciembre de 2017   | 3     | 5:00   | Las Vegas, Nevada           | Debut en peso mosca.                                 |
| Derrota   | 9–3    | Katlyn Chookagian    | Decisión (unánime)                     | UFC Fight Night: McDonald vs. Lineker             | 13 de julio de 2016      | 3     | 5:00   | Sioux Falls, Dakota del Sur |                                                      |
| Victoria  | 9–2    | Kelly Faszholz       | TKO (golpes)                           | UFC Fight Night: Cowboy vs. Cowboy                | 21 de febrero de 2016    | 3     | 4:59   | Pittsburgh, Pensilvania     | Pelea de la Noche.                                   |
| Derrota   | 8–2    | Liz Carmouche        | Decisión (unánime)                     | UFC Fight Night: Mendes vs. Lamas                 | 4 de abril de 2015       | 3     | 5:00   | Fairfax, Virginia           |                                                      |
| Derrota   | 8–1    | Sara McMan           | Decisión (dividida)                    | UFC Fight Night: Bader vs. St. Preux              | 16 de agosto de 2014     | 3     | 5:00   | Bangor, Maine               |                                                      |
| Victoria  | 8–0    | Miriam Nakamoto      | TKO (lesión de rodilla)                | Invicta FC 7: Honchak vs. Smith                   | 7 de diciembre de 2013   | 4     | 0:23   | Kansas City, Misuri         | Ganó el Campeonato de Peso Gallo de Invicta FC.      |
| Victoria  | 7–0    | Sarah D'Alelio       | Decisión (unánime)                     | Invicta FC 6: Coenen vs. Cyborg                   | 13 de julio de 2013      | 3     | 5:00   | Kansas City, Misuri         |                                                      |
| Victoria  | 6–0    | Kaitlin Young        | Decisión (unánime)                     | Invicta FC 5: Penne vs. Waterson                  | 5 de abril de 2013       | 3     | 5:00   | Kansas City, Misuri         |                                                      |
| Victoria  | 5–0    | Jennifer Scott       | TKO (codazos)                          | Legacy Fighting Championship 18                   | 1 de marzo de 2013       | 1     | 4:10   | Houston, Texas              |                                                      |
| Victoria  | 4–0    | Julia Griffin        | TKO (golpes)                           | Alaska Cage Fighting: Tribute to Veterans         | 28 de octubre de 2011    | 2     | 4:26   | Fairbanks, Alaska           | Ganó el campeonato de peso pluma femenino de la ACF. |
| Victoria  | 3–0    | Willow Bailey        | TKO (retiro)                           | Alaska Fighting Championship 79: Champions        | 12 de enero de 2011      | 2     | 3:00   | Anchorage, Alaska           | Ganó el campeonato de peso pluma femenino de la AFC. |
| Victoria  | 2–0    | Leslie Wright        | TKO (golpes)                           | Alaska Fighting Championship 76                   | 13 de octubre de 2010    | 2     | 2:25   | Anchorage, Alaska           |                                                      |
| Victoria  | 1–0    | Kloiah Wayland       | TKO (golpes)                           | Alaska Fighting Championship: Mat Su Showdown 2   | 9 de junio de 2010       | 1     | 0:17   | Wasilla, Alaska             |                                                      |